# Hannes Jochum
Hannes Franz Jochum (Lienz, 8 gennaio 1977) è un allenatore di calcio, dirigente sportivo ed ex calciatore austriaco, di ruolo difensore, direttore sportivo e vice-allenatore del Wolfsberger.

## Palmarès

### Giocatore

#### Competizioni nazionali
- Erste Liga: 1

Wolfsberger: 2011-2012